# Tureis
Tureis (ρ Puppis, Rho Pup, ρ Pup) je třetí nejjasnější hvězda v souhvězdí Lodní zádě. Vzhledem k deklinaci asi –24,3° ji lze pozorovat téměř ve všech obydlených oblastech Země, s výjimkou Arktidy, většiny Grónska a severních částí Severní Ameriky, Evropy a Asie.
Jde o proměnnou hvězdu typu Delta Scuti s periodou asi 0,141 dne, hvězdná velikost se během cyklu mění o 0,15. S povrchovou teplotou 6920 K jde o jednu z nejchladnějších známých proměnných hvězd tohoto typu. Stáří hvězdy je asi 2 miliardy let, metalicita je oproti Slunci více než dvojnásobná.
Hvězda měla tradiční název Tureis nebo Turais, z arabského تُرَيْس turays „štít“, který sdílela s Iota Carinae. V roce 2016 Mezinárodní astronomická unie (IAU) a její pracovní skupina WGSN schválila pro hvězdu jméno Tureis a pro hvězdu Iota Carinae jméno Aspidiske.